# Gary O. Marino
Gary O. Marino (geboren 1945) ist ein amerikanischer Unternehmer im Schienenverkehr.

## Leben
Gary O. Marino studierte von 1962 bis 1966 an der Colgate University und erlangte den Bachelor-Abschluss in Englisch. Anschließend studierte er bis 1968 an der Fordham University und erreichte den Master of Business Administration in Finanzwirtschaft.

## Wirken
Von 1966 bis 1969 diente Marino in der United States Army. Anschließend begann er eine Tätigkeit bei der Franklin National Bank. 1972 wechselte er zur Empire National Bank. Von 1979 bis 1979 arbeitete er bei Cosco Industries Inc. Danach war er von 1979 bis 1983 Chief Executive Officer und Präsident der Servico Capital Corporation.
1984 wurde er Chairman of the Board, CEO und Präsident der Boca Raton Capital Corporation (früher Mariner Corporation). 1986 war er am Erwerb der Landmark Bank of Palm Beach County und der Gründung der First Commercial Bank of Palm Beach beteiligt.
Durch den Staggers Rail Act 1980 wurden viele Regulierungen im Bahnbereich aufgehoben. Dies bot unter anderem die Möglichkeit zur Gründung von Shortline- und Rangiergesellschaften. 1982 unterstützte Marino seinen Bruder John H. Marino beim Erwerb der Canton Railroad. Diese musste jedoch nach finanziellen Schwierigkeiten 1986 Konkurs anmelden. 1986 nutzten die Brüder Boca Raton Capital zur Gründung der Huron and Eastern Railway, die eine Strecke von 138 Kilometer von der CSX in Michigan erwarb. Nachdem 1991 noch die Saginaw Valley Railroad gegründet worden war, wurde 1992 schließlich RailAmerica als börsennotiertes Holdingunternehmen für die Bahnaktivitäten geschaffen. Gary O. Marino wurde Chairman und später CEO und Präsident dieser Gesellschaft. Im Oktober 1993 beendete Marino seine Tätigkeit bei der Boca Raton Capital, da dieses Unternehmen nicht mehr benötigt wurde.
In der Folgezeit kam es zu einer starken Expansion von RailAmerica. Es wurden mehrere Konkurrenten übernommen. Ende 2003 betrieb das Unternehmen 49 Eisenbahnen mit 28.480 km in USA, Kanada, Australien und Chile. Im Juni 2004 beendete er seine Tätigkeit als Präsident und im August 2004 legte er auch seine Tätigkeiten als Chairman und Chief Executive Officer nieder.
2005 gründete er mit einem ähnlichen Konzept Patriot Rail. Auch hier gelang es ihm wieder mehrere kleinere Bahngesellschaften ins Unternehmensportfolio zu integrieren. Nachdem 2012 das Infrastrukturunternehmen SteelRiver Infrastructure Partners Patriot Rail erworben hatte, schied er im Juni 2012 aus und beendete seine Tätigkeiten als Präsident, Chairman of the board und CEO.
2007 wurde er Aufsichtsratsmitglied des Banyan Hotel Investment Fund. Daraus entstand 2008 die Bhit Inc. und Marino wurde Chairman of the Board, Präsident und CEO. Ab 2010 firmierte das Unternehmen als Banyan Rail Services Inc. Die Investitionen im Schienenverkehrsbereich blieben jedoch unter den Erwartungen. 2011 trat er als Präsident und 2013 als CEO zurück. Mit der Fokussierung auf die Immobilienbranche ab 2016, firmiert das Unternehmen ab Juni 2017 als Medamerica Properties Inc. Marino ist jedoch weiterhin Chairman of the Board.
2012 gründete er International Rail Partners LLC. 2018 erwarb dieses Unternehmen die Granada Railroad. Mit Hilfe von Equity Group Investments wurde im Oktober 2018 RailUSA gegründet, die 2019 Florida Gulf and Atlantic Railroad erwarb.